# People of the Pride
People of the Pride è un singolo del gruppo musicale britannico Coldplay, pubblicato il 7 marzo 2022 come quinto estratto dal nono album in studio Music of the Spheres.

## Descrizione
Il brano nasce come demo durante le registrazioni di Viva la vida or Death and All His Friends sotto il titolo iniziale di The Man Who Swears, venendo ripreso oltre dieci anni più tardi dal gruppo ispirandosi a movimenti come Black Lives Matter e le parate del Pride.
Caratterizzata fin dal riff iniziale da sonorità ispirate a gruppi come Depeche Mode e Muse, il frontman Chris Martin l'ha definita come «la nostra cover dei Rammstein anche se tecnicamente non lo è». La critica l'ha invece descritto come il brano più influenzato dallo stile compositivo del produttore Max Martin, coautore del brano insieme ai Coldplay, Bill Rahko e Derek Dixie.

## Video musicale
Il video, diretto da Paul Dugdale, alterna riprese in bianco e nero tratte da un'esibizione dal vivo del gruppo tenutasi alla Climate Pledge Arena di Seattle a un cartone animato distopico che ricorda da vicino le opere di George Orwell, ambientato in una città governata da un dittatore robot.

## Formazione
Gruppo
- Chris Martin – voce, tastiera, chitarra
- Jonny Buckland – chitarra, percussioni
- Guy Berryman – basso, tastiera, percussioni
- Will Champion – batteria, cori, programmazione

Altri musicisti
- Daniel Green – programmazione
- Bill Rahko – programmazione, tastiera
- Max Martin – programmazione, tastiera
- Oscar Holter – programmazione, tastiera
- Derek Dixie – ottoni e tastiera (e relativi arrangiamenti), programmazione
- Vilma Colling – voce aggiuntiva

Produzione
- Max Martin – produzione
- Oscar Holter – produzione
- Bill Rahko – produzione, ingegneria del suono
- Michael Ilbert – ingegneria del suono
- Șerban Ghenea – missaggio
- John Hanes – assistenza al missaggio
- Randy Merrill – mastering
- Daniel Green – produzione aggiuntiva
- Rik Simpson – produzione aggiuntiva